# Pjotr Wrangel
Pjotr Nikolajevič, barun Wrangel (ruski Пётр Николаевич Врангель, Zarasai, 15. kolovoza 1878. – Bruxelles, 25. travnja 1928.), general, aktivni sudionik i vođa antiboljševičkog pokreta u ruskom građanskom ratu.
Rođen 15. kolovoza 1878. u Zarasaiju, Litva. Završio Rostovsku realnu gimnaziju (1896.) i Gornji institut u Petrogradu (1901.). U vojni konjički puk stupio 1901., 1902. unaprijeđen u časnika.
Od kolovoza 1918. sudjeluje u ruskoj Dobrovoljačkoj armiji, čiji je zapovjednik postao u siječnju 1919. Od travnja 1920. glavni zapovjednik oružanih snaga Rusije na Krimu. U emigraciji je od studenog 1920. Osnovao Ruski općevojni savez (1924.), ujedinivši sudionike pokreta Bijelih u emigraciji.
Poslije iznenadne i kratke bolesti umro je u Bruxellesu, Belgija 25. travnja 1928. godine. Sahranjen je u Beogradu, u ruskoj crkvi Svete Trojice.